# СУ-74Б
СУ-74Б (СУ-57Б) — опытная советская противотанковая САУ. Разработана в конструкторском бюро Горьковского автомобильного завода. Серийно не производилась.

## История создания
Работы над самоходной артиллерийской установкой СУ-74Б велись в конструкторском бюро Горьковского автомобильного завода под руководством Н. А. Астрова. К июню 1943 года была завершена разработка, а с августа по сентябрь были пройдены испытания опытного образца. Результаты испытаний были сочтены неудовлетворительными. В связи с невозможностью устранения дефектов двигателя ЗИС-16Ф работы по СУ-74Б были прекращены.

## Описание конструкции
СПТП СУ-74Б создана на базе лёгкого танка Т-70М.

### Броневой корпус
Конструкция корпуса обеспечивала противопульную защиту. Корпус состоял из сварных броневых катанных листов толщиной от 6 до 25 мм. В передней части корпуса размещалось боевое отделение и отделение управления, в задней части находилось моторно-трансмиссионное отделение. В рубке была вырезана амбразура для установки пушки. В бортах и лобовых скулах имелись закрывающиеся амбразуры для стрельбы экипажа из личного оружия. Посадка и высадка экипажа производилась через люки в крыше машины.

### Вооружение
В качестве основного вооружения использовалась танковая пушка ЗИС-4. Начальная скорость бронебойного снаряда составляла 990 м/с, что позволяло пробивать броню толщиной до 85 мм под углом 60° на дальности 500 метров. Наведение орудия производилось ручными механизмами наведения. Максимальная дальность стрельбы составляла до 8400 метров. Возимый боекомплект — 72 выстрела. Дополнительно имелись 3 пистолета-пулемёта ППШ с 12 дисками.

### Средства наблюдения и связи
Для наводки орудия применялся прицел ТШ-15 и орудийная панорама. Внешняя связь осуществлялась по радиостанции РТ-12. Для внутренних переговоров между членами экипажа использовались танковые переговорные устройства ТПУ-3Ф.

### Двигатель и трансмиссия
В качестве силовой установки использовался четырёхтактный шестицилиндровый карбюраторный двигатель ЗИС-16Ф, развивавший мощность до 104 л.с. Трансмиссия механическая. Четырёхступенчатая коробка передач заимствовалась с грузовика ЗИС-5. Бортовые редукторы и бортовые фрикционы заимствовались от танка Т-70.

### Ходовая часть
Ходовая часть похожа на базовую машину. Использована индивидуальная торсионная подвеска, заднее расположение ведущих колёс. В отличие от Т-70 в СУ-74Б ходовая часть была удлинена на один дополнительный опорный каток с каждой стороны.

## Оценка машины
На сравнительных испытаниях с САУ СУ-74Д было выявлено отставание в подвижности у СУ-74Б. Причиной являлось использование карбюраторного двигателя с меньшей мощностью. Большой вылет орудия из корпуса негативно сказывался на преодоление пересечённой местности и часто приводил к утыканию ствола в грунт. По ряду существенных недостатков СУ-74Б на вооружение не принималась.